# Distichophyllidium antarense
Distichophyllidium antarense är en bladmossart som beskrevs av Bennard Otto van Zanten 1964. Distichophyllidium antarense ingår i släktet Distichophyllidium och familjen Daltoniaceae. Inga underarter finns listade i Catalogue of Life.